# 平成万葉集
『平成万葉集』（へいせいまんようしゅう）はNHK BSプレミアムで放送された短歌を題材としたドキュメンタリー番組。主演は生田斗真と吉岡里帆。永田和宏が監修の元、テレコムスタッフによって制作された。番組キャッチコピーは萩原慎一郎の短歌である『抑圧されたままでいるなよ ぼくたちは三十一文字で鳥になるのだ』が引用されている。

## 概要
テレコムスタッフによって、平成から令和に変わる期間に合わせて制作され、全4回に渡ってNHK BSプレミアムで放送された。様々な映像エフェクトや舞台演出の元、主演の生田斗真と吉岡里帆による短歌の朗読や、若手からベテランまでの様々な歌人のインタビューが行われ、最終回では平成時代に歌集として記録的なヒットとなった『歌集 滑走路』の作者である萩原慎一郎の弟の萩原健也も出演するなどした。

## 放送回
- プロローグ回 2019年1月2日放送
- 第1回「ふるさと」2019年4月17日放送
- 第2回「女と男」2019年4月24日放送
- 第3回「この国に生きる」2019年5月1日放送

## 出演者

### 主演
- 生田斗真
- 吉岡里帆

### ゲスト出演
- 萩原健也 声のみで出演。
- 永田和宏
- 高山邦男
- 虫武一俊
- 西村曜
- 小佐野彈
- 山川藍
- 武田穂佳
- 茨城県立下館第一高等学校文芸部

## 音楽

### 挿入曲
- 『アンダー・ザ・ブリッジ』レッド・ホット・チリ・ペッパーズ
- 『ティアーズ・イン・ヘヴン』エリック・クラプトン
- 『サヨナラCOLOR』SUPER BUTTER DOG